# Onthophagus rupicapra
Onthophagus rupicapra es una especie de insecto del género Onthophagus, familia Scarabaeidae, orden Coleoptera.

Fue descrita científicamente por Waterhouse en 1894.